# Tom Schuit
Tom Schuit (11 januari 1989) is een Nederlands oud-langebaanschaatser die in seizoen 2007/2008 werd opgenomen in Jong Oranje. Het seizoen daarna maakte hij deel uit van de KNSB Opleidingsploeg. In seizoen 2009/2010 maakte hij deel uit van de gewestelijke selectie NH-U welke een samenwerking aan was gegaan met het privéteam van schaatser Michiel Wienese. Hierdoor werd Schuit gesponsord door 1nP-Engenius en trainde hij onder leiding van Peter Bos en Jan van den Roemer samen met o.a. Mark Ooijevaar. 
Schuit was een allrounder met een voorkeur voor de lange afstanden. In maart 2008 stond hij op een 135ste positie in de Adelskalender, vanaf oktober 2009 is dit 82. Zijn grootste overwinning dateert van 24 februari 2008 toen hij samen met Jan Blokhuijsen, Koen Verweij en Berden de Vries wereldkampioen junioren op de ploegenachtervolging werd; hij reed toen de kwalificatierace, maar werd in de finale vervangen door Verweij.  Bij het NK Afstanden van 2010 werd Schuit 12e op de 10.000m.
Op 23 juni 2010 maakte Schuit aan Wienese bekend te stoppen met de schaatssport wegens gebrek aan motivatie..

## Persoonlijke records
| Afstand      | Tijd     | Datum         | Baan       |
| ------------ | -------- | ------------- | ---------- |
| 500 meter    | 37,30    | 12 maart 2008 | Calgary    |
| 1000 meter   | 1.11,24  | 16 maart 2008 | Calgary    |
| 1500 meter   | 1.48,96  | 13 maart 2008 | Calgary    |
| 3000 meter   | 3.44,42  | 12 maart 2008 | Calgary    |
| 5000 meter   | 6.21,96  | 14 maart 2008 | Calgary    |
| 10.000 meter | 13.42,33 | 23 maart 2007 | Heerenveen |

## Resultaten
| Jaar | NK Afstanden        | NK Allround |
| ---- | ------------------- | ----------- |
| 2008 | 22e 5000m           | 15e         |
| 2009 | 20e 1500m 20e 5000m | 17e         |
| 2010 | 12e 10000m          | DQ1         |